# Monroe (Wisconsin)
Monroe és una ciutat dels Estats Units a l'estat de Wisconsin. Segons el cens del 2000 tenia 10.843 habitants. Monroe és la seu de comtat del Comtat de Green (Wisconsin).

## Demografia
Segons el cens del 2000, Monroe tenia 10.843 habitants, 4.710 habitatges, i 2.826 famílies. La densitat de població era de 964,6 habitants per km².
Dels 4.710 habitatges en un 29% hi vivien nens de menys de 18 anys, en un 47,1% hi vivien parelles casades, en un 9,4% dones solteres, i en un 40% no eren unitats familiars. En el 34,5% dels habitatges hi vivien persones soles el 16,5% de les quals corresponia a persones de 65 anys o més que vivien soles. El nombre mitjà de persones vivint en cada habitatge era de 2,25 i el nombre mitjà de persones que vivien en cada família era de 2,91.
Per edats la població es repartia de la següent manera: un 24,5% tenia menys de 18 anys, un 7,5% entre 18 i 24, un 27,9% entre 25 i 44, un 21,5% de 45 a 60 i un 18,6% 65 anys o més.
L'edat mediana era de 39 anys. Per cada 100 dones de 18 o més anys hi havia 85,7 homes.
La renda mediana per habitatge era de 36.922 $ i la renda mediana per família de 47.361 $. Els homes tenien una renda mediana de 32.050 $ mentre que les dones 22.112 $. La renda per capita de la població era de 21.657 $. Aproximadament el 2,4% de les famílies i el 5,4% de la població estaven per davall del llindar de pobresa.

## Poblacions més properes
El següent diagrama mostra les poblacions més properes.